# Budapesti templomok listája
Az alábbi lista a budapesti templomokat sorolja fel területi elrendezésben. A budapesti zsinagógákat külön szócikk mutatja be.

## I. kerület

### Római katolikus templomok
| Kép | Név                                                                                | Építés ideje                           | Stílus | Tervező                     | Cím, megjegyzés                                                                            |
| --- | ---------------------------------------------------------------------------------- | -------------------------------------- | ------ | --------------------------- | ------------------------------------------------------------------------------------------ |
|     | Nagyboldogasszony-főplébániatemplom (Mátyás-templom)                               | 1246 Jelentős átépítés: 1874-1896      | gót    | Schulek Frigyes             | 1014 Budapest, Szentháromság tér 2.                                                        |
|     | Mária Magdolna-templom                                                             | 13. század                             | gót    | n. a.                       | 1014 Budapest, Kapisztrán tér 6. Az 1950-es években elbontották, csak a tornya maradt meg. |
|     | Szent István Király minden Magyarok Kápolnája (Budavári Várkápolna)                | 15. század                             | gót    | n. a.                       | 1014 Budapest, Szent György tér 2. 1963-tól a Budapesti Történeti Múzeum része.            |
|     | Tabáni Alexandriai Szent Katalin-templom                                           | 1566                                   | barokk | n. a.                       | 1013 Budapest, Attila út 11. Dzsámi volt eredetileg.                                       |
|     | Alsóvízivárosi Árpád-házi Szent Erzsébet-plébániatemplom (Budai kapucinus templom) | 1697–1716 Jelentős átépítés: 1854-1856 | barokk | Reitter Ferenc              | 1011 Budapest, Fő utca 32. Az 1850-es években román stílusúvá alakították át.              |
|     | Felsővízivárosi Szent Anna-plébániatemplom                                         | 1740–1761                              | barokk | Hamon Kristóf, Nöpauer Máté | 1011 Budapest, Batthyány tér 7.                                                            |
|     | Szent Ferenc sebei templom                                                         | 1741                                   | barokk | n. a.                       | 1011 Budapest, Fő utca 41–43.                                                              |
|     | Krisztinavárosi Havas Boldogasszony-plébániatemplom (Krisztina téri templom)       | 1795                                   | copf   | Hikisch Kristóf             | 1016 Budapest, Mészáros u. 1.                                                              |

### Református templomok
| Kép | Név                                                                             | Építés ideje | Stílus | Tervező   | Cím, megjegyzés                      |
| --- | ------------------------------------------------------------------------------- | ------------ | ------ | --------- | ------------------------------------ |
|     | Budapest Budai Református Egyházközösség temploma (Szilágyi Dezső téri templom) | 1893–1896    | neogót | Pecz Samu | 1011 Budapest, Szilágyi Dezső tér 3. |

### Evangélikus templomok
| Kép | Név | Építés ideje | Stílus               | Tervező     | Cím, megjegyzés                       |
| --- | --- | ------------ | -------------------- | ----------- | ------------------------------------- |
|     | Budavári Evangélikus Gyülekezet és a Budapesti Német Ajkú Evangélikus Egyházközség temploma (az Északi evangélikus egyházkerület mindenkori püspökének temploma | 1895         | eklektikus-neobarokk | Kallina Mór | 1014 Budapest, Táncsics Mihály u. 28. |

## II. kerület

### Római katolikus templomok
| Kép | Név                                                        | Építés ideje            | Stílus          | Tervező                                   | Cím, megjegyzés |
| --- | ---------------------------------------------------------- | ----------------------- | --------------- | ----------------------------------------- | --- |
|     | Gercsei Nagyboldogasszony és Szent István kápolna          | 13. század (1333 előtt) | román (?)       | n. a.                                     | 1028 Budapest, Gercsényi u. |
|     | Pesthidegkút-Ófalui Sarlós Boldogasszony plébániatemplom   | 1717                    | barokk          | n. a.                                     | 1028 Budapest, Templom köz 1. |
|     | Budapest Országúti Szent István első vértanú templom       | 1753–1770               | barokk          | n. a.                                     | 1024 Budapest, Margit körút 23.                                                                                                  |
|     | Újlaki Sarlós Boldogasszony-plébániatemplom                | 1756                    | barokk          | Hamon Kristóf                             | 1021 Budapest, Bécsi út 34. |
|     | Ferenc-halmi Szűz Mária- és Nepomuki Szent János-kápolna   | 1821                    | protoromantikus | n. a.                                     | 1021 Budapest, Budakeszi út 51.                                                                                                  |
|     | Császárfürdői Szent István-kápolna                         | 1844                    | klasszicista    | Hild József                               | 1023 Budapest, Frankel Leó út 54.                                                                                                |
|     | Szépvölgyi úti körmeneti kápolna                           | 1854                    | romantikus      | Knabe Ignác                               | 1025 Budapest, Szépvölgyi út 46.                                                                                                 |
|     | Az Országos Pszichiátriai és Neurológiai Intézet kápolnája | 1868                    | romantikus      | Zettl Lajos                               | 1021 Hűvösvölgyi út 116. |
|     | Kisboldogasszony-templom                                   | 1899                    | neogót          | Schömer Ferenc, Hauszmann Alajos          | 1029 Budapest, Templomkert utca 1.                                                                                               |
|     | Rózsadombi Krisztus Király-templom                         | 1926                    | népies          | Árkay Aladár                              | 1024 Keleti Károly u. 39. |
|     | Páduai Szent Antal-plébániatemplom (Pasaréti téri templom) | 1930–1934               | modern          | Rimanóczy Gyula                           | 1026 Budapest, Pasaréti út 137.                                                                                                  |
|     | Remetekertvárosi Szentlélek-plébániatemplom                | 1937–1942               | neoromán (?)    | Kismarty-Lechner Jenő                     | 1028 Budapest, Máriaremetei út 34.                                                                                               |
|     | Magyar Szentföld-templom                                   | 1940–1949               | bauhaus         | Molnár Farkas                             | 1021 Budapest, Heinrich István u. 3. Nem lett befejezve.                                                                         |
|     | Széphalmi Jézus Szíve-plébániatemplom                      | 1948–1951               | modern          | Marosi Sándor                             | 1028 Budapest, Kossuth Lajos utca 13.                                                                                            |
|     | Kapisztrán Szent János-templom                             | 1949–1950               | modern          | Sai-Halász Antal                          | 1022 Budapest, Tövis u. 1/a. |
|     | Jézus szíve kápolna (Tárogató úti Jézus Szíve kápolna)     | 1959                    | népies          | Schoditsch Lajos, Eberling Béla (a villa) | 1021 Budapest, Tárogató út 77. Egy 1912-ben Schoditsch Lajos és Eberling Béla tervei alapján épült villában került kialakításra. |
|     | Szent Lukács-kórházkápolna                                 | 2010                    | n. a.           | n. a.                                     | 1023 Budapest, Frankel Leó út 25–29. Az Országos Reumatológiai és Fizioterápiás Intézetben működik.                              |
|     | Assisi Szent Ferenc-kórházkápolna                          | 2019                    | modern          | n. a.                                     | 1021 Budapest, Széher út 71–73. A Szent Ferenc Kórházban működik.                                                                |
|     | Adyligeti Szent István király kápolna                      | n. a.                   | n. a.           | n. a.                                     | 1029 Budapest, Feketerigó u. 28/b.                                                                                               |

### Görögkatolikus templomok
| Kép | Név                                          | Építés ideje | Stílus | Tervező                | Cím, megjegyzés            |
| --- | -------------------------------------------- | ------------ | ------ | ---------------------- | -------------------------- |
|     | Szent Flórián vértanú görögkatolikus templom | 1754         | barokk | Nöpauer Máté (részben) | 1027 Budapest, Fő utca 88. |

### Református templomok
| Kép | Név                               | Építés ideje | Stílus     | Tervező         | Cím, megjegyzés                    |
| --- | --------------------------------- | ------------ | ---------- | --------------- | ---------------------------------- |
|     | Pesthidegkúti református templom  | 1939         | n. a.      | Kárpáthy Zoltán | 1028 Budapest, Hidegkúti út 64-66. |
|     | Pasaréti református templom       | 1939         | bauhaus    | n. a.           | 1026 Budapest, Torockó tér 1.      |
|     | Cimbalom utcai református templom | 1980–1983    | későmodern | Szabó István    | 1025 Budapest, Cimbalom u. 22-24.  |

### Evangélikus templomok
| Kép | Név                                                     | Építés ideje | Stílus | Tervező     | Cím, megjegyzés                                                                                   |
| --- | ------------------------------------------------------- | ------------ | ------ | ----------- | ------------------------------------------------------------------------------------------------- |
|     | Pesthidegkúti evangélikus templom                       | 1941–1944    | n. a.  | Sándy Gyula | 1029 Budapest, Báthory utca 8. A Sarepta Budai Evangélikus Szeretetotthon épülete ad helyet neki. |
|     | Fébé Evangélikus Diakonissza Egyesület Anyaház imaterme | n. a.        | n. a.  | n. a.       | 1021 Budapest, Hűvösvölgyi út 121.                                                                |

## III. kerület

### Római katolikus templomok
| Kép                                                         | Név                                                           | Építés ideje | Stílus       | Tervező               | Cím, megjegyzés                                                  |
| ----------------------------------------------------------- | ------------------------------------------------------------- | ------------ | ------------ | --------------------- | ---------------------------------------------------------------- |
|                                                             | Szent Péter és Pál-főplébánia-templom                         | 1744–1749    | barokk       | Paur János György     | 1036 Budapest, Lajos u. 168. (Árpád-házi Szent Erzsébet tér)     |
|                                                             | Budapest-Békásmegyer-Ófalui Szent József plébániatemplom      | 1754–1789    | barokk       | Scháden János Mihály  | 1038 Budapest, Templom u. 18.                                    |
|                                                             | Farkastoroki Szent Donát-kápolna                              | 1781         | n. a.        | n. a.                 | 1037 Budapest, Farkastoroki út 56.                               |
|                                                             | Szent Vér kápolna (Kiscelli kálvária kápolna)                 | 1812–1814    | klasszicista | n. a.                 | 1034 Budapest, Doberdó út                                        |
|                                                             | Kövi Szűz Mária-plébániatemplom                               | 1865         | neoromán     | Ziegler József        | 1033 Budapest, Szentendrei út 69–71.                             |
|                                                             | Külső Bécsi úti Jézus Szíve kápolna (Filoxéra kápolna)        | 1885         | n. a.        | n. a.                 | 1037 Budapest, Külső-Bécsi út és Szőlővész utca sarok            |
|                                                             | Tamás utcai urnatemető kápolnája                              | 19. század   | n. a.        | n. a.                 | 1038 Budapest, Tamás u. 15.                                      |
|                                                             | Jó Pásztor-templom                                            | 1901         | neoromán     | Hofhauser Antal       | 1032 Budapest, Szőlő u. 56.                                      |
|                                                             | Óbudai Segítő Szűz Mária templom (Szaléziak temploma)         | 1921 (?)     | n. a.        | n. a.                 | 1032 Budapest, Bécsi út 175.                                     |
|                                                             | Budapest-Csillaghegyi Jézus Szíve Jézus szíve plébániatemplom | 1928         | neoromán (?) | n. a.                 | 1039 Budapest, Lehel u. 14.                                      |
|                                                             | Óbudai Feltámadt Üdvözítő temetőkápolna                       | 1931         | neogót       | n. a.                 | 1037 Budapest, Bécsi út 365.                                     |
|                                                             | Óbudai Szent József templom (Kórház utcai kápolna)            | 1941         | n. a.        | Rácz Ferenc           | 1035 Budapest, Kórház u. 37.                                     |
|                                                             | Budapest-Óbuda-Hegyvidéki Szentháromság plébániatemplom       | 1948         | modern       | Balinszki-Cs. B. Imre | 1032 Budapest, Vörösvári út 110.                                 |
|                                                             | Boldog Özséb-plébániatemplom                                  | 1985–1987    | modern       | n. a.                 | 1039 Budapest Lékai Bíboros tér 8-10.                            |
|                                                             | Karácsonyi Kis Jézus-plébániatemplom                          | 1989         | n. a.        | Dombai László         | 1031 Budapest, Zaránd u. 35.                                     |
| Archiválva 2022. január 27-i dátummal a Wayback Machine-ben | Csúcshegyi Szeplőtelen Szűz Mária-kápolna                     | n. a.        | n. a.        | n. a.                 | 1037 Budapest, Menedékház utca 24.                               |
|                                                             | Szent Margit kórházkápolna                                    | n. a.        | n. a.        | n. a.                 | 1032 Budapest, Bécsi út 132. A Szent Margit Kórházban található. |
|                                                             | Szent Anna kápolna                                            | n. a.        | n. a.        | n. a.                 | 1037 Budapest, Jablonka út 65-67.                                |

### Református templomok
| Kép | Név                             | Építés ideje | Stílus     | Tervező                            | Cím, megjegyzés                 |
| --- | ------------------------------- | ------------ | ---------- | ---------------------------------- | ------------------------------- |
|     | Óbudai református templom       | 1785–1786    | copf       | n. a.                              | 1033 Budapest, Kálvin köz 4.    |
|     | Csillaghegyi református templom | 1926–1941    | népies (?) | Szántay Endre                      | 1039 Budapest, Vörösmarty u. 2. |
|     | Békásmegyeri református templom | 1999–2000    | modern     | Gyertyános Zoltán és Békefi György | 1039 Budapest, Csobánka tér 8.  |

### Evangélikus templomok
| Kép | Név                                   | Építés ideje | Stílus              | Tervező                                                                       | Cím, megjegyzés |
| --- | ------------------------------------- | ------------ | ------------------- | ----------------------------------------------------------------------------- | --- |
|     | Óbudai evangélikus templom            | 1935         | népies              | Friedrich Loránd                                                              | 1034 Budapest, Dévai Bíró Mátyás tér 1. |
|     | Csillaghegyi régi evangélikus templom | 1935 előtt   | neoklasszicista (?) | n. a.                                                                         | 1039 Budapest, Rákóczi u. 1. A helyi gyülekezet 1935-ben egy üdülőnek épült villát vásárolt a Mátyás Király úton, melyet Raffay Sándor püspök szentelt fel. |
|     | Csillaghegyi új evangélikus templom   | 1999–2000    | modern              | Pazár Béla építész és az MNDP Építőművész Kft. (Magyari Éva és Polyák György) | 1038 Budapest, Mező u. 12. |

### Egyéb templomok
| Kép | Név                                 | Építés ideje | Stílus | Tervező                               | Cím, megjegyzés                                                                         |
| --- | ----------------------------------- | ------------ | ------ | ------------------------------------- | --------------------------------------------------------------------------------------- |
|     | A Megbékélés Háza                   | 1992–1998    | modern | Nagy Bálint és Társai tervező irodája | 1039 Budapest, Királyok útja 297. A Magyarországi Evangéliumi Testvérközösség temploma. |
|     | Óbudai Metodista Gyülekezet imaháza |              |        |                                       | 1032 Budapest, Kiscelli utca 73.                                                        |
|     | Óbudai adventista kápolna           |              |        |                                       | 1034 Budapest, Besztercei utca 27.                                                      |

## IV. kerület

### Római katolikus templomok
| Kép | Név                                                | Építés ideje | Stílus            | Tervező                           | Cím, megjegyzés                      |
| --- | -------------------------------------------------- | ------------ | ----------------- | --------------------------------- | ------------------------------------ |
|     | Egek Királynéja-templom                            | 1875–1881    | neogót            | Kauser József                     | 1041 Budapest, Szent István tér 13.  |
|     | Újpesti Jézus Szíve templom (Baross utcai templom) | 1886         | neogót            | Bachmann Károly                   | 1047 Budapest, Baross u. 70.         |
|     | Szent István Király templom                        | 1888         | neogót            | Ybl Miklós                        | 1045 Budapest, Árpád. u. 199.        |
|     | Újpesti Nagyboldogasszony-templom                  | 1928         | neoromantikus (?) | Bruno Buchwieser                  | 1044 Budapest, Anscher Lipót tér 10. |
|     | Újpest Szent József templom (Nap utcai templom)    | 1934         | n. a.             | n. a.                             | 1045 Budapest, Nap u. 14.            |
|     | Újpest-Kertvárosi Szent István király-templom      | 1942–1946    | neoromán          | n. a.                             | 1046 Budapest, Rákóczi tér 4-8.      |
|     | Káposztásmegyeri Szentháromság templom             | 1991–1995    | modern            | B. Greskovics Klára, Becker Gábor | 1046 Budapest, Tóth Aladár u. 2.     |

### Református templomok
| Kép | Név                                   | Építés ideje | Stílus              | Tervező        | Cím, megjegyzés                                                                                             |
| --- | ------------------------------------- | ------------ | ------------------- | -------------- | --- |
|     | Újpest-Belsővárosi református templom | 1878         | neoklasszicista (?) | Hubert József  | 1041 Budapest, Szent István tér 24.                                                                         |
|     | Újpest-Újvárosi református templom    | 1944 előtt   | n. a.               | n. a.          | 1047 Budapest, Attila u. 118. A hagyatékként megkapott lakóházat 1944–1947 között alakították át templommá. |
|     | Káposztásmegyeri református templom   | 2001–2011    | modern              | Potzner Ferenc | 1048 Budapest, Bőröndös u. 17.                                                                              |

### Evangélikus templomok
| Kép | Név                         | Építés ideje | Stílus     | Tervező    | Cím, megjegyzés                         |
| --- | --------------------------- | ------------ | ---------- | ---------- | --------------------------------------- |
|     | Újpesti evangélikus templom | 1873–1875    | eklektikus | Kósa Lajos | 1043 Budapest, Lebstück Mária u. 36-38. |

### Egyéb templomok
| Kép | Név                                  | Építés ideje | Stílus | Tervező | Cím, megjegyzés                 |
| --- | ------------------------------------ | ------------ | ------ | ------- | ------------------------------- |
|     | Újpesti baptista templom             | n. a.        | n. a.  | n. a.   | 1043 Budapest, Kassai u. 26.    |
|     | Újpesti Adventista Gyülekezet imaház | 20. század   | n. a.  | n. a.   | 1048 Budapest, Kordován tér 10. |
|     | Újpesti Új Élet Gyülekezet temploma  | 20. század   | n. a.  | n. a.   | 1043 Budapest, Virág u. 26.     |

## V. kerület

### Római katolikus templomok
| Kép | Név                                                     | Építés ideje | Stílus           | Tervező                                | Cím, megjegyzés                                                  |
| --- | ------------------------------------------------------- | ------------ | ---------------- | -------------------------------------- | ---------------------------------------------------------------- |
|     | Alcantarai Szent Péter-templom                          | 1241 után    | barokk           | n. a.                                  | 1053 Budapest, Ferenciek tere 9.                                 |
|     | Belvárosi plébániatemplom                               | 14. század   | gót, majd barokk | n. a.                                  | 1056 Budapest, Március 15. tér                                   |
|     | Szent Mihály-templom (Angolkisasszonyok temploma)       | 1747–1749    | barokk           | Mayerhoffer András                     | 1056 Budapest, Váci utca 47/b.                                   |
|     | Kisboldogasszony-templom (Egyetemi templom)             | 1715–1742    | barokk           | valószínűleg Mayerhoffer András        | 1053 Budapest, Papnövelde utca 5-7.                              |
|     | Belvárosi Szent Anna-plébániatemplom (Szervita templom) | 1725–1732    | barokk           | Hölbling János, Pauer János György     | 1052 Budapest, Szervita tér 6.                                   |
|     | Szent István-bazilika                                   | 1851–1906    | neoreneszánsz    | Hild József, Ybl Miklós, Kauser József | 1051 Budapest, Szent István tér 1.                               |
|     | Kalazanci Szent József piarista kápolna                 | 1917         | neobarokk        | Hültl Dezső                            | 1052 Budapest, Piarista utca 1. A piarista rendházban található. |

### Református templomok
| Kép | Név                                                  | Építés ideje | Stílus  | Tervező                          | Cím, megjegyzés                                               |
| --- | ---------------------------------------------------- | ------------ | ------- | -------------------------------- | ------------------------------------------------------------- |
|     | Budapesti Németajkú Református Egyházközség temploma | 1878         | neogót  | Ray Rezső Lajos                  | 1054 Budapest, Hold u. 18-20.                                 |
|     | A hazatérés temploma                                 | 1939–1940    | bauhaus | Dabasi Halász Géza, Győry Sándor | 1051 Budapest, Szabadság tér 2. Egy bérház aljában található. |

### Evangélikus templomok
| Kép | Név                           | Építés ideje | Stílus       | Tervező                     | Cím, megjegyzés            |
| --- | ----------------------------- | ------------ | ------------ | --------------------------- | -------------------------- |
|     | Deák téri evangélikus templom | 1799–1808    | klasszicista | Pollack Mihály, Hild József | 1052 Budapest, Deák tér 4. |

### Unitárius templomok
| Kép | Név                                    | Építés ideje | Stílus | Tervező   | Cím, megjegyzés                     |
| --- | -------------------------------------- | ------------ | ------ | --------- | ----------------------------------- |
|     | Budapesti unitárius templom és székház | 1888–1890    | neogót | Pecz Samu | 1055 Budapest, Nagy Ignác utca 2-4. |

### Ortodox templomok
| Kép | Név                                                | Építés ideje | Stílus | Tervező            | Cím, megjegyzés              |
| --- | -------------------------------------------------- | ------------ | ------ | ------------------ | ---------------------------- |
|     | Szent György Nagyvértanú szerb ortodox templom     | 1733–1752    | barokk | Mayerhoffer András | 1056 Budapest, Szerb utca 4. |
|     | Istenszülő elhunyta Nagyboldogasszony-székesegyház | 1791–1801    | barokk | Jung József        | 1052 Budapest, Petőfi tér 2. |

## VI. kerület

### Római katolikus templomok
| Kép | Név                                     | Építés ideje | Stílus   | Tervező        | Cím, megjegyzés                                                               |
| --- | --------------------------------------- | ------------ | -------- | -------------- | ----------------------------------------------------------------------------- |
|     | Ávilai Nagy Szent Teréz-plébániatemplom | 1801–1809    | barokk   | Kasselik Fidél | 1065 Budapest, Pethő Sándor u. 2.                                             |
|     | Szent Család-kápolna                    | 1921 előtt   | n. a.    | n. a.          | 1062 Budapest, Székely Bertalan u. 25. Egy istállót alakítottak át kápolnává. |
|     | Szent Család-templom                    | 1930–1931    | neoromán | Fábián Gáspár  | 1063 Budapest, Szondi u. 67.                                                  |
|     | Oltáriszentség-kápolna                  | 1949 előtt   | n. a.    | n. a.          | 1064 Budapest, Vörösmarty u. 40. Egy lakóházban alakították ki 1949-ben.      |

### Ortodox templomok
| Kép | Név                                    | Építés ideje | Stílus | Tervező | Cím, megjegyzés               |
| --- | -------------------------------------- | ------------ | ------ | ------- | ----------------------------- |
|     | Radonyezsi Szent Szergij orosz kápolna | n. a.        | n. a.  | n. a.   | 1056 Budapest, Lendvay u. 26. |

### Egyéb templomok
| Kép | Név                            | Építés ideje | Stílus | Tervező | Cím, megjegyzés                        |
| --- | ------------------------------ | ------------ | ------ | ------- | -------------------------------------- |
|     | Felsőerdősori metodista imaház | n. a.        | n. a.  | n. a.   | 1068 Budapest, Felsőerdősor u. 5.      |
|     | Terézvárosi adventista kápolna | n. a.        | n. a.  | n. a.   | 1062 Budapest, Székely Bertalan u. 13. |

## VII. kerület

### Római katolikus templomok
| Kép | Név                                       | Építés ideje | Stílus | Tervező      | Cím, megjegyzés               |
| --- | ----------------------------------------- | ------------ | ------ | ------------ | ----------------------------- |
|     | Árpád-házi Szent Erzsébet-plébániatemplom | 1895–1901    | neogót | Steindl Imre | 1074 Budapest, Rózsák tere 8. |

### Görögkatolikus templomok
| Kép | Név                        | Építés ideje | Stílus     | Tervező       | Cím, megjegyzés                |
| --- | -------------------------- | ------------ | ---------- | ------------- | ------------------------------ |
|     | Istenszülő oltalma templom | 1881         | eklektikus | Czigler Győző | 1074 Budapest, Rózsák tere 10. |

### Református templomok
| Kép | Név                       | Építés ideje | Stílus | Tervező      | Cím, megjegyzés                     |
| --- | ------------------------- | ------------ | ------ | ------------ | ----------------------------------- |
|     | Fasori református templom | 1911–1913    | népies | Árkay Aladár | 1071 Budapest, Városligeti fasor 7. |

### Evangélikus templomok
| Kép | Név                        | Építés ideje | Stílus | Tervező   | Cím, megjegyzés                      |
| --- | -------------------------- | ------------ | ------ | --------- | ------------------------------------ |
|     | Fasori evangélikus templom | 1903–1905    | neogót | Pecz Samu | 1071 Budapest, Városligeti fasor 17. |

### Ortodox templomok
| Kép | Név                                  | Építés ideje | Stílus     | Tervező     | Cím, megjegyzés                                                 |
| --- | ------------------------------------ | ------------ | ---------- | ----------- | --------------------------------------------------------------- |
|     | Keresztelő Szent János román kápolna | 1859         | romantikus | Hild József | 1075 Budapest, Holló u. 8. 1900-ban alakították ki a bérházban. |

### Egyéb templomok
| Kép | Név                                                | Építés ideje | Stílus | Tervező | Cím, megjegyzés                                                           |
| --- | -------------------------------------------------- | ------------ | ------ | ------- | ------------------------------------------------------------------------- |
|     | Wesselényi utcai baptista templom és közösségi ház | 1884–1887    | neogót | n. a.   | 1077 Budapest, Wesselényi u. 53. Az első baptista templom Magyarországon. |
|     | Golgota Keresztény Gyülekezet                      | n. a.        | n. a.  | n. a.   | 1073 Budapest, Erzsébet körút 13.                                         |

## VIII. kerület

### Római katolikus templomok
| Kép | Név                                                                | Építés ideje | Stílus          | Tervező               | Cím, megjegyzés                                                                          |
| --- | ------------------------------------------------------------------ | ------------ | --------------- | --------------------- | ---------------------------------------------------------------------------------------- |
|     | Szent Rókus-kápolna                                                | 1711         | barokk          | n. a.                 | 1085 Budapest, Gyulai Pál u. 2.                                                          |
|     | Józsefvárosi Szent József-templom                                  | 1797–1814    | barokk          | Tallherr József       | 1082 Budapest, Horváth Mihály tér 7.                                                     |
|     | Krisztus Urunk mennybemenetele kápolna (Kerepesi temető kápolnája) | 1857         | romantikus      | Zofahl Lőrinc         | 1086 Budapest, Fiumei út 16-18. A Fiumei úti sírkert katolikus kápolnája.                |
|     | Józsefvárosi Jézus Szíve-templom                                   | 1888–1891    | neoromán        | Kauser József         | 1085 Budapest, Mária u. 25.                                                              |
|     | A Malosik-mauzóleum kápolnája                                      | 1906–1917    | szecessziós     | Wachtel Elemér        | 1086 Budapest, Fiumei út 16-18. A Fiumei úti sírkertben található.                       |
|     | Tisztviselőtelepi Magyarok Nagyasszonya-plébániatemplom            | 1924–1931    | neoklasszicista | Kismarty-Lechner Jenő | 1089 Budapest, Bláthy Ottó utca 22.                                                      |
|     | Lisieux-i Szent Teréz-templom                                      | 1928         | neoeklektikus   | Petrovácz Gyula       | 1087 Budapest, Kerepesi út 33.                                                           |
|     | Budapest-Belsőjózsefvárosi Krisztus Király plébánia                | 1928         | n. a.           | n. a.                 | 1088 Budapest, Reviczky u. 9. Lakóépületben került kialakításra, amely 1910 körül épült. |
|     | Szent Rita kápolna                                                 | 1947         | n. a.           | n. a.                 | 1081 Budapest, Kun u. 5.                                                                 |
|     | Béke Királynéja kápolna                                            | 1950         | n. a.           | n. a.                 | 1083 Budapest, Tömő u. 31.                                                               |
|     | Kalocsai Iskolanővérek kápolnája                                   | 1990 előtt   | n. a.           | n. a.                 | 1085 Budapest, Mária u. 20. Egy bérházban alakították ki 1990-ben.                       |
|     | Budapesti Jó Pásztor kápolna                                       | n. a.        | n. a.           | n. a.                 | 1089 Budapest, Kálvária tér 22. Egy bérházban található.                                 |

### Református templomok
| Kép                                                          | Név                                                                     | Építés ideje | Stílus        | Tervező      | Cím, megjegyzés |
| ------------------------------------------------------------ | ----------------------------------------------------------------------- | ------------ | ------------- | ------------ | --- |
|                                                              | Magyar Reménység Református Templom (Salétrom utcai református templom) | 1927 előtt   | n. a.         | n. a.        | 1085 Budapest, Salétrom u. 5. Eredetileg a Kölber kocsigyár egyik raktárépülete volt, amelyet 1927-ben Almási Balogh Loránd tervei szerint alakították át templommá. |
|                                                              | Nagyvárad téri református templom                                       | 1930–1935    | neoeklektikus | Dudás Kálmán | 1089 Budapest, Üllői út 90. |
|                                                              | Kőris utcai református templom                                          | 1940         | n. a.         | n. a.        | 1089 Budapest, Kőris u. 13. |
| Archiválva 2024. február 17-i dátummal a Wayback Machine-ben | Törökőri református templom                                             | 20. század   | n. a.         | n. a.        | 1087 Budapest, Százados u. 4. |
|                                                              | Gyulai Pál utcai református imaterem                                    | 20. század   | n. a.         | n. a.        | 1085 Budapest, Gyulai Pál u. 9. |

### Evangélikus templomok
| Kép                                                           | Név                                      | Építés ideje | Stílus      | Tervező         | Cím, megjegyzés                                                                                       |
| ------------------------------------------------------------- | ---------------------------------------- | ------------ | ----------- | --------------- | --- |
| , Archiválva 2022. február 9-i dátummal a Wayback Machine-ben | Rákóczi úti evangélikus templom          | 1856–1863    | romantikust | Diescher József | 1081 Budapest, Rákóczi út 57/a. A templom egy bérház (Luther-udvar) udvarában áll. Használaton kívül. |
|                                                               | Üllői úti evangélikus templom            | 1905         | n. a.       | Francsek Imre   | 1088 Budapest, Üllői út 24. Egy bérházban található. Eredetileg tanácsteremnek épült.                 |
|                                                               | Vajda Péter utcai templomtorony          | 1934         | modern      | Lux Kálmán      | 1089 Budapest, Bláthy Ottó utca 33-35. Csak a tornya áll napjainkban.                                 |
|                                                               | Mandák Mária evangélikus gyülekezeti ház | 20. század   | n. a.       | n. a.           | 1086 Budapest, Karácsony Sándor u. 31-33. Csak a tornya áll napjainkban.                              |

### Ortodox templomok
| Kép | Név                      | Építés ideje | Stílus | Tervező | Cím, megjegyzés                                                                                         |
| --- | ------------------------ | ------------ | ------ | ------- | --- |
|     | Mihály arkangyal kápolna | 2014 körül   | n. a.  | n. a.   | 1086 Budapest, Fiumei út 16-18. A Fiumei úti sírkert szovjet katonai parcellájának felújításakor épült. |

### Egyéb templomok
| Kép | Név                              | Építés ideje | Stílus | Tervező | Cím, megjegyzés                                                                 |
| --- | -------------------------------- | ------------ | ------ | ------- | ------------------------------------------------------------------------------- |
|     | József utcai baptista kápolna    | 1914         | n. a.  | n. a.   | 1084 Budapest, József u. 12.                                                    |
|     | Nap utcai baptista templom       | 20. század   | n. a.  | n. a.   | 1082 Budapest, Nap u. 40.                                                       |
|     | Krisztus Szege metodista kápolna | 20. század   | n. a.  | n. a.   | 1086 Budapest, Dankó u. 11. Egy régi mészárszék épületében került kialakításra. |
|     | Józsefvárosi adventista imaház   | 20. század   | n. a.  | n. a.   | 1083 Budapest, Práter u. 12.                                                    |

## IX. kerület

### Római katolikus templomok
| Kép | Név                                      | Építés ideje | Stílus   | Tervező         | Cím, megjegyzés                 |
| --- | ---------------------------------------- | ------------ | -------- | --------------- | ------------------------------- |
|     | Assisi Szent Ferenc-templom              | 1867–1879    | neogót   | Ybl Miklós      | 1092 Budapest, Bakáts tér 13.   |
|     | Kaniziusz Szent Péter-templom            | 1903         | neoromán | Hofhauser Antal | 1095 Budapest, Gát utca 2-6.    |
|     | Örökimádás templom                       | 1904–1908    | neogót   | Aigner Sándor   | 1094 Budapest, Üllői út 77.     |
|     | Szent Kereszt-templom                    | 1929–1930    | neoromán | Fábián Gáspár   | 1091 Budapest, Üllői út 145.    |
|     | Páli Szent Vince-plébániatemplom         | 1935–1936    | neoromán | Fábián Gáspár   | 1096 Budapest, Haller u. 19-21. |
|     | Külsősoroksári úti Szent Borbála kápolna | n. a.        | n. a.    | n. a.           | 1097 Budapest, Hentes u. 17.    |

### Református templomok
| Kép | Név                            | Építés ideje | Stílus       | Tervező    | Cím, megjegyzés              |
| --- | ------------------------------ | ------------ | ------------ | ---------- | ---------------------------- |
|     | Kálvin téri református templom | 1816–1830    | klasszicista | Hild Vince | 1091 Budapest, Kálvin tér 7. |

### Unitárius templomok
| Kép | Név                                         | Építés ideje | Stílus | Tervező | Cím, megjegyzés                   |
| --- | ------------------------------------------- | ------------ | ------ | ------- | --------------------------------- |
|     | Bartók Béla Unitárius Egyházközség temploma | 1923–1929    | n. a.  | n. a.   | 1092 Budapest, Hőgyes Endre u. 3. |

### Ortodox templomok
| Kép | Név                                                   | Építés ideje | Stílus                   | Tervező      | Cím, megjegyzés               |
| --- | ----------------------------------------------------- | ------------ | ------------------------ | ------------ | ----------------------------- |
|     | Szent Cirill és Szent Metód Bolgár Pravoszláv templom | 1931         | historizáló korai modern | Árkay Aladár | 1097 Budapest, Vágóhíd u. 15. |

### Egyéb templomok
| Kép | Név                                    | Építés ideje | Stílus | Tervező | Cím, megjegyzés                                      |
| --- | -------------------------------------- | ------------ | ------ | ------- | ---------------------------------------------------- |
|     | Ferencvárosi Forrás Gyülekezet imaháza | 20. század   | n. a.  | n. a.   | 1098 Budapest, Toronyház u. 3/b. Baptista imaház.    |
|     | Új Élet Gyülekezet imaháza             | 20. század   | n. a.  | n. a.   | 1098 Budapest, Toronyház u. 3/b. Pünkösdista imaház. |

## X. kerület

### Római katolikus templomok
| Kép | Név                                         | Építés ideje | Stílus      | Tervező                    | Cím, megjegyzés                                                                     |
| --- | ------------------------------------------- | ------------ | ----------- | -------------------------- | ----------------------------------------------------------------------------------- |
|     | Szent László-templom                        | 1894–1899    | szecessziós | Lechner Ödön               | 1102 Budapest, Szent László tér 25.                                                 |
|     | Pongrác úti Föltámadott Krisztus templom    | 1925         | népies (?)  | Martsekényi Imre           | 1101 Budapest, Vasláb út 17.                                                        |
|     | Lengyel nemzetiségi templom                 | 1925–1930    | szecessziós | Árkay Aladár               | 1103 Budapest, Óhegy u. 11.                                                         |
|     | Kőbánya-MÁV-telepi Kisboldogasszony-templom | 1930–1931    | neoromán    | Dusek Ede, Horesnyi József | 1087 Budapest, Tbiliszi tér 1.                                                      |
|     | Külső Kőbányai Szent Család templom         | 1938 előtt   | n. a.       | n. a.                      | 1103 Budapest, Kada u. 5. Egy iskolaépületben alakították ki 1938-ban a templomot.  |
|     | Kőbányai Szent György templom               | 1990–1994    | n. a.       | n. a.                      | 1104 Budapest, Sörgyár u. 73/A.                                                     |
|     | Árpád-házi Szent Erzsébet kórházkápolna     | 2014         | modern      | Temesvári Lászlóné         | 1106 Budapest, Maglódi út 89-91. A Bajcsy-Zsilinszky Kórházban került kialakításra. |

### Görögkatolikus templomok
| Kép | Név           | Építés ideje | Stílus | Tervező | Cím, megjegyzés             |
| --- | ------------- | ------------ | ------ | ------- | --------------------------- |
|     | Conti-kápolna | 1739–1740    | barokk | n. a.   | 1103 Budapest, Kápolna tér. |

### Református templomok
| Kép | Név                                | Építés ideje | Stílus   | Tervező                      | Cím, megjegyzés                |
| --- | ---------------------------------- | ------------ | -------- | ---------------------------- | ------------------------------ |
|     | Kőbányai református templom        | 1900         | neogót   | Schodits Lajos               | 1105 Budapest, Ihász u. 15.    |
|     | Rákosfalvai református templom     | 1928–1929    | neoromán | Hoffer Imre és Frecska János | 1106 Budapest, Kerepesi út 69. |
|     | Külső-Üllői úti református templom | n. a.        | n. a.    | n. a.                        | 1107 Budapest, Belényes u. 2.  |

### Evangélikus templomok
| Kép | Név                          | Építés ideje | Stílus   | Tervező       | Cím, megjegyzés               |
| --- | ---------------------------- | ------------ | -------- | ------------- | ----------------------------- |
|     | Kőbányai evangélikus templom | 1930–1931    | art déco | Frecska János | 1105 Budapest, Kápolna u. 14. |

### Egyéb templomok
| Kép | Név                        | Építés ideje | Stílus      | Tervező            | Cím, megjegyzés |
| --- | -------------------------- | ------------ | ----------- | ------------------ | --- |
|     | Mindenki Temploma          | 1909–1912    | szecessziós | Schöntheil Richárd | 1105 Budapest, Cserkesz u. 7-9. Zsinagóga volt korábban, napjainkban az Evangéliumi Pünkösdi Gyülekezet által fenntartott ökumenikus templom. |
|     | Kőbányai adventista imaház | 20. század   | n. a.       | n. a.              | 1102 Budapest, Állomás u. 5. |
|     | Hit Park                   | 1996–1998    | n. a.       | n. a.              | 1103 Budapest, Gyömrői út 63-69. A Hit Gyülekezete karizmatikus keresztény felekezet fő imaterme.                                             |

## XI. kerület

### Római katolikus templomok
| Kép                                                         | Név                                             | Építés ideje | Stílus    | Tervező                     | Cím, megjegyzés                                                                                                   |
| ----------------------------------------------------------- | ----------------------------------------------- | ------------ | --------- | --------------------------- | --- |
|                                                             | Szent Gellért lazarista kápolna                 | 1910         | neogót    | Szuchy János                | 1118 Budapest, Ménesi út 26.                                                                                      |
|                                                             | Kelenvölgyi Szentháromság Plébániatemplom       | 1931         | n. a.     | n. a.                       | 1116 Budapest, Kecskeméti József utca 16-20.                                                                      |
|                                                             | Magyarok Nagyasszonya-sziklatemplom             | 1931         | n. a.     | Lux Kálmán                  | 1114 Budapest, Szent Gellért rakpart 1. A Gellért-hegy belsejében került kialakításra.                            |
|                                                             | Szent Szabina-kápolna                           | 1934         | n. a.     | n. a.                       | 1012 Budapest, Péterhegyi út. 67.                                                                                 |
|                                                             | Budai ciszterci Szent Imre-templom              | 1938         | neobarokk | Wälder Gyula                | 1114 Budapest, Villányi út 25.                                                                                    |
|                                                             | Albertfalvai Szent Mihály templom               | 1941         | n. a.     | Kismarty-Lechner Jenő       | 1116 Budapest, Bükköny u. 3.                                                                                      |
|                                                             | Karolina úti Gyümölcsoltó Boldogasszony kápolna | 1985 előtt   | n. a.     | n. a.                       | 1113 Budapest, Bocskai út 67. Egy lakóházban rendezték be.                                                        |
|                                                             | Kelenföldi Szent Gellért-plébánia               | 1984–1992    | modern    | Kiss András                 | 1115 Budapest, Bartók Béla út 149.                                                                                |
|                                                             | Gazdagréti Szent Angyalok-templom               | 1994–2002    | n. a.     | Koppányi Imre               | 1112 Budapest, Gazdagréti út 14.                                                                                  |
|                                                             | Magyar Szentek temploma                         | 1996         | n. a.     | Török Ferenc, Balázs Mihály | 1117 Budapest, Magyar Tudósok Körútja 1.                                                                          |
|                                                             | Lágymányosi Szent Adalbert-plébánia             | 2013–2014    | modern    | Jahoda Róbert               | 1116 Budapest, Fehérvári út 88.                                                                                   |
|                                                             | Szent Kozma és Damján kórházkápolna             | 2005         | n. a.     | n. a.                       | 1115 Budapest, Tétényi út 12–16. Az előzőleg lerombolt kórházkápolna helyén épült, a Szent Imre Kórház területén. |
|                                                             | Bartók Béla úti Szent Imre kápolna              | n. a.        | n. a.     | n. a.                       | 1114 Budapest, Bartók Béla út 19.                                                                                 |
|                                                             | Ulászló utcai Szent Lélek kápolna               | n. a.        | n. a.     | n. a.                       | 1114 Budapest, Ulászló u. 15.                                                                                     |
| Archiválva 2022. március 7-i dátummal a Wayback Machine-ben | Felsőlágymányosi Szent Tádé kápolna             | n. a.        | n. a.     | n. a.                       | 1117 Budapest, Magyar tudósok körútja 1.                                                                          |

### Örmény katolikus templomok
| Kép | Név                                                                                        | Építés ideje | Stílus | Tervező | Cím, megjegyzés            |
| --- | ------------------------------------------------------------------------------------------ | ------------ | ------ | ------- | -------------------------- |
|     | Budapesti Fogolykiváltó Boldogasszony és Világosító Szent Gergely örmény katolikus templom | 1973         | n. a.  | n. a.   | 1114 Budapest, Orlay u. 6. |

### Református templomok
| Kép | Név                                                           | Építés ideje | Stílus | Tervező           | Cím, megjegyzés                                                          |
| --- | ------------------------------------------------------------- | ------------ | ------ | ----------------- | ------------------------------------------------------------------------ |
|     | Kelenföldi református templom                                 | 1928–1929    | népies | Medgyaszay István | 1117 Budapest, Október 23. utca 5.                                       |
|     | Kelenföldi evangélikus és Külső-Kelenföldi református templom | 1979–1981    | modern | Szabó István      | 1115 Budapest, Ildikó tér 1. A két egyház közösen használja a templomot. |
|     | Albertfalva-kelenvölgyi református imaház                     | 20. század   | n. a.  | n. a.             | 1116 Budapest, Gépész u. 23.                                             |
|     | Gazdagréti református templom                                 | 2004         | n. a.  | n. a.             | 1118 Budapest, Rétköz u. 41.                                             |
|     | Albertfalvi református imaház                                 | n. a.        | n. a.  | n. a.             | 1116 Budapest, Sáfrány u. 17.                                            |

### Evangélikus templomok
| Kép | Név                            | Építés ideje | Stílus   | Tervező       | Cím, megjegyzés                       |
| --- | ------------------------------ | ------------ | -------- | ------------- | ------------------------------------- |
|     | Kelenföldi evangélikus templom | 1926–1928    | neoromán | Schulek János | 1114 Budapest, Magyari István u. 1-3. |

### Egyéb templomok
| Kép | Név                                              | Építés ideje | Stílus | Tervező | Cím, megjegyzés                          |
| --- | ------------------------------------------------ | ------------ | ------ | ------- | ---------------------------------------- |
|     | Budai baptista kápolna                           | 1965         | n. a.  | n. a.   | 1118 Budapest, Alsóhegy u. 38.           |
|     | Budai adventista imaház                          | 20. század   | n. a.  | n. a.   | 1118 Budapest, Szüret u. 19.             |
|     | Lágymányosi Ökumenikus Központ Egyetemi temploma | 2001         | n. a.  | n. a.   | 1117 Budapest, Magyar tudósok körútja 3. |

## XII. kerület

### Római katolikus templomok
| Kép | Név                                                                              | Építés ideje | Stílus     | Tervező                        | Cím, megjegyzés                                                                            |
| --- | -------------------------------------------------------------------------------- | ------------ | ---------- | ------------------------------ | ------------------------------------------------------------------------------------------ |
|     | Istenhegyi Szent László-templom                                                  | 1860         | romantikus | Ybl Miklós                     | 1125 Budapest, Diana u. 15a. A tornya csak 1886-ban épült fel Pfaff Ferenc tervei szerint. |
|     | Nepomuki Szent János Kápolna                                                     | 1898 (?)     | neogót     | Barcza Elek (?)                | 1125 Budapest, Diós árok 1-3. A Szent János Kórház területén található.                    |
|     | Szent Család-plébániatemplom                                                     | 1913–1917    | neoromán   | Hültl Dezső                    | 1125 Budapest, Szarvas Gábor u. 52.                                                        |
|     | Városmajori Jézus Szíve-kistemplom (Városmajori kistemplom, Városmajori kápolna) | 1922–1923    | népies     | Árkay Aladár                   | 1122 Budapest, Csaba u. 5.                                                                 |
|     | Városmajori Jézus Szíve-plébániatemplom                                          | 1932–1933    | modern     | Árkay Aladár, Árkay Bertalan   | 1122 Budapest, Csaba u. 5.                                                                 |
|     | Felső-krisztinavárosi Keresztelő Szent János Plébánia templom                    | 1934         | modern     | Fiala Ferenc, Lehoczky György  | 1124 Budapest, Apor Vilmos tér 9.                                                          |
|     | Mindenszentek-plébániatemplom                                                    | 1975–1977    | modern     | Szabó István                   | 1124 Budapest, Hegyalja út 139.                                                            |
|     | Szent Kereszt templom                                                            | 1979         | modern     | Szabó István                   | 1123 Budapest, Táltos u. 16.                                                               |
|     | Kútvölgyi Boldogasszony-kápolna                                                  | 1990         | n. a.      | n. a.                          | 1125 Budapest, Galgóczi u. 49-51. Egy korábbi kápolna helyére épült.                       |
|     | Annaréti Szent Anna-kápolna                                                      | 2023         | n. a.      | Márkus Péter és Koczka Kristóf | 1121 Budapest, Jánoshegyi út                                                               |
|     | Irgalmas Jézus onkológiai kórházkápolna                                          | 20. század   | n. a.      | n. a.                          | 1122 Budapest, Ráth György u. 7-9.                                                         |

### Református templomok
| Kép | Név                                                  | Építés ideje | Stílus | Tervező | Cím, megjegyzés                                            |
| --- | ---------------------------------------------------- | ------------ | ------ | ------- | ---------------------------------------------------------- |
|     | Budahegyvidéki református templom                    | 1935 előtt   | n. a.  | n. a.   | 1126 Budapest, Böszörményi út 28. Tornyot 1995-ben kapott. |
|     | Csaba utcai Prédikátorállomási Egyházközség imaterme | 20. század   | n. a.  | n. a.   | 1122 Budapest, Csaba u. 3.                                 |
|     | Svábhegyi református templom                         | 2003–2007    | n. a.  | n. a.   | 1125 Budapest, Felhő u. 10.                                |

### Evangélikus templomok
| Kép | Név                                 | Építés ideje | Stílus        | Tervező             | Cím, megjegyzés |
| --- | ----------------------------------- | ------------ | ------------- | ------------------- | --- |
|     | A Budai Helyőrségi Kórház kápolnája | 1870–1872    | historizáló ? | Wilhelm von Doderer | 1126 Budapest, Királyhágó u. 1-3. A második világháború után a Budahegyvidéki evangélikus gyülekezet újíttatott fel és használt az államosításig, amikor eredeti funkcióját megszüntetve egészségügyi célokra hasznosították. |
|     | Budahegyvidéki evangélikus templom  | 2001         | n. a.         | n. a.               | 1123 Budapest, Kék Golyó u. 17. |

## XIII. kerület

### Római katolikus templomok
| Kép | Név                                                                  | Építés ideje | Stílus   | Tervező                       | Cím, megjegyzés                                              |
| --- | -------------------------------------------------------------------- | ------------ | -------- | ----------------------------- | ------------------------------------------------------------ |
|     | Kármelhegyi Boldogasszony karmelita templom és rendház               | 1895–1899    | neogót   | Hofhauser Antal               | 1134 Budapest, Huba u. 12.                                   |
|     | Angyalföldi Szent László-plébániatemplom                             | 1928–1929    | neogót   | Petrovácz Gyula               | 1139 Budapest, Béke tér 1/A.                                 |
|     | Külső Váci úti Szent Mihály-plébániatemplom                          | 1929–1930    | neoromán | Foerk Ernő                    | 1131 Budapest, Babér utca 17/b                               |
|     | Újlipótvárosi Árpád-házi Szent Margit-templom (Lehel téri templom)   | 1931–1933    | neoromán | Möller István                 | 1132 Budapest, Váci út 34.                                   |
|     | Külsőangyalföldi Mária Keresztények Segítsége plébániatemplom        | 1941–1943    | n. a.    | n. a.                         | 1131 Budapest, Rokolya u. 28.                                |
|     | Szent Ágoston-kápolna                                                | 1950         | n. a.    | n. a.                         | 1137 Budapest, Pozsonyi út 14. Egy bérház aljában található. |
|     | Vizafogói Tours-i Szent Márton és Flüei Szent Miklós-plébániatemplom | 1985         | modern   | Szabó István, Borsányi László | 1139 Budapest, Váci út 91/b.                                 |
|     | Margitszigeti Szent Mihály kápolna                                   | 1930–1932    | román    | Lux Kálmán                    | 1007 Budapest, Margitsziget                                  |

### Református templomok
| Kép | Név                             | Építés ideje | Stílus                   | Tervező                                 | Cím, megjegyzés                 |
| --- | ------------------------------- | ------------ | ------------------------ | --------------------------------------- | ------------------------------- |
|     | Angyalföldi református templom  | 1927–1933    | népies (?)               | Padányi-Gulyás Jenő és Gothard Zsigmond | 1139 Budapest, Frangepán u. 43. |
|     | Pozsonyi úti református templom | 1936–1940    | modern / neoklasszicista | Tóth Imre, Halászy Jenő                 | 1133 Budapest, Pozsonyi út 58.  |

### Evangélikus templomok
| Kép | Név                             | Építés ideje | Stílus          | Tervező     | Cím, megjegyzés                      |
| --- | ------------------------------- | ------------ | --------------- | ----------- | ------------------------------------ |
|     | Angyalföldi evangélikus templom | 1937–1938    | neoklasszicista | Sándy Gyula | 1134 Budapest, Kassák Lajos utca 22. |

### Egyéb templomok
| Kép | Név                                                                        | Építés ideje | Stílus | Tervező | Cím, megjegyzés                   |
| --- | -------------------------------------------------------------------------- | ------------ | ------ | ------- | --------------------------------- |
|     | Angyalföldi baptista templom és Mennyek Országa mongol baptista gyülekezet | 1938         | n. a.  | n. a.   | 1134 Budapest, Váci út 51/a.      |
|     | Krisztusban Hívő Nazarénusok Gyülekezete                                   | n. a.        | n. a.  | n. a.   | 1134 Budapest, Pattantyús utca 5. |
|     | Éjféli Kiáltás Misszió                                                     | n. a.        | n. a.  | n. a.   | 1135 Budapest, Palóc utca 2.      |

## XIV. kerület

### Római katolikus templomok
| Kép | Név                                                     | Építés ideje | Stílus     | Tervező               | Cím, megjegyzés |
| --- | ------------------------------------------------------- | ------------ | ---------- | --------------------- | --- |
|     | Hermina-kápolna                                         | 1842–1856    | romantikus | Hild József           | 1146 Budapest, Hermina út 23.                                                                                               |
|     | Rákosfalvai Szent István Király templom                 | 1887         | neogót ?   | Pucher József         | 1144 Budapest, Álmos vezér tere 1. (Először ideiglenes fatemplom épült Král István tervei szerint. )                        |
|     | Jáki kápolna                                            | 1908         | neoromán   | Alpár Ignác           | 1146 Budapest, Vajdahunyad sétány. A Vajdahunyad várában található, eredetileg könyvtárnak épült.                           |
|     | Rózsafüzér Királynéja-templom                           | 1912–1915    | neogót     | Hofhauser Antal       | 1146 Budapest, Thököly út 56.                                                                                               |
|     | Budapesti Ferences Mária Missziós nővérek temploma      | 1935–1936    | modern     | Kismarty-Lechner Jenő | 1146 Budapest, Hermina út 19.                                                                                               |
|     | Herminamezői Szentlélek-templom                         | 1936–1937    | neoromán   | Petrovácz Gyula       | 1142 Budapest, Kassai tér 2. A második világháborúban csúcsíves toronysisakja elpusztult, ezt később sem állították helyre. |
|     | Páduai Szent Antal-plébániatemplom                      | 1941–1946    | n. a.      | Rimanóczy Gyula       | 1145 Budapest, Bosnyák u. 26.                                                                                               |
|     | Zoborhegy téri Regnum Marianum templom és közösségi ház | 1995         | n. a.      | n. a.                 | 1141 Budapest, Zoborhegy tér 18.                                                                                            |

### Református templomok
| Kép | Név                            | Építés ideje | Stílus | Tervező | Cím, megjegyzés |
| --- | ------------------------------ | ------------ | ------ | ------- | --- |
|     | Zuglói református templom      | 1893         | n. a.  | n. a.   | 1145 Budapest, Róna u. 197-199. Többszörösen átépítve.                                                                                             |
|     | Baross téri református templom | n. a.        | n. a.  | n. a.   | 1146 Budapest, Szabó József u. 16. A Magyar Református Egyházi Zsinati épületében található. Neve a gyülekezet ideköltözése előtti időpontra utal. |

### Evangélikus templomok
| Kép | Név                        | Építés ideje | Stílus | Tervező        | Cím, megjegyzés                                                                          |
| --- | -------------------------- | ------------ | ------ | -------------- | ---------------------------------------------------------------------------------------- |
|     | Zuglói evangélikus templom | 1942–1948    | n. a.  | Münnich Aladár | 1147 Budapest, Lőcsei út 32.                                                             |
|     | Zuglói evangélikus kápolna | 1996 előtt   | n. a.  | n. a.          | 1145 Budapest, Gyarmat u. 14/b. 1996 előtt az épületben Norvég–Izraeli Misszió működött. |

### Egyéb templomok
| Kép | Név                              | Építés ideje | Stílus | Tervező | Cím, megjegyzés                                                               |
| --- | -------------------------------- | ------------ | ------ | ------- | ----------------------------------------------------------------------------- |
|     | Dávid Sátora pünkösdista templom | 2007 előtt   | n. a.  | n. a.   | 1143 Budapest, Gizella u 37. Egy bérházba költözött be a gyülekezett 2007-be. |
|     | Logos pünkösdista templom        | n. a.        | n. a.  | n. a.   | 1145 Budapest, Szugló u. 57.                                                  |
|     | Agapé pünkösdista templom        | n. a.        | n. a.  | n. a.   | 1146 Budapest, Thököly út 46/b.                                               |
|     | Zuglói adventista imaház         | n. a.        | n. a.  | n. a.   | 1147 Budapest, Kerékgyártó u. 28/a.                                           |

## XV. kerület

### Római katolikus templomok
| Kép | Név                                                                     | Építés ideje | Stílus   | Tervező                 | Cím, megjegyzés                        |
| --- | ----------------------------------------------------------------------- | ------------ | -------- | ----------------------- | -------------------------------------- |
|     | Rákospalotai Szentháromság-templom                                      | 1735         | barokk   | n. a.                   | 1151 Budapest, Kossuth utca 55/b.      |
|     | Rákospalotai Magyarok Nagyasszonya-plébániatemplom                      | 1896–1909    | neoromán | Balassa Ernő            | 1153 Budapest, Széchenyi tér           |
|     | Pestújhelyi Keresztelő Szent János plébániatemplom                      | 1926–1927    | neoromán | Kismarty-Lechner Loránd | 1158 Budapest, Klebelsberg Kunó u. 43. |
|     | Rákospalota MÁV-telepi Jézus Szíve plébániatemplom                      | 1934–1935    | n. a.    | Heintz Béla             | 1155 Budapest, Mozdonyvezető u. 2.     |
|     | Rákospalota-Kertvárosi Árpád-házi Szent Margit plébániatemplom          | 1944–1949    | n. a.    | n. a.                   | 1151 Budapest, Vácrátót tér 3.         |
|     | Újpalotai Urunk színeváltozása és Boldog Salkaházi Sára plébániatemplom | 2006–2008    | modern   | n. a.                   | 1156 Budapest, Pattogós utca 1.        |

### Református templomok
| Kép | Név                                     | Építés ideje | Stílus          | Tervező        | Cím, megjegyzés                      |
| --- | --------------------------------------- | ------------ | --------------- | -------------- | ------------------------------------ |
|     | Pestújhelyi református templom          | 1928         | neoklasszicista | Van Beek János | 1158 Budapest, Sztárai Mihály tér 3. |
|     | Régi Fóti úti református templom        | 1927–1928    | neoromán        | Van Beek János | 1152 Budapest, Régi Fóti út 75.      |
|     | Rákospalota-újvárosi református templom | 1933–1936    | népies          | Csaba Rezső    | 1152 Budapest, Rákos út 71-75.       |
|     | Rákospalota-óvárosi református templom  | 1938–1941    | art déco        | Csaba Rezső    | 1151 Budapest, Kossuth Lajos utca 1. |
|     | Ősrákosi református templom             | 1939–1944    | népies          | Csaba Rezső    | 1155 Budapest, Széchenyi út 18.      |
|     | Újpalotai református templom            | 2016–2018    | n. a.           | n. a.          | 1159 Budapest, Kontyfa u. 6.         |

### Evangélikus templomok
| Kép | Név                                      | Építés ideje | Stílus                   | Tervező                     | Cím, megjegyzés                 |
| --- | ---------------------------------------- | ------------ | ------------------------ | --------------------------- | ------------------------------- |
|     | Rákospalotai evangélikus kistemplom      | 1855         | n. a.                    | n. a.                       | 1152 Budapest, Juhos u. 28.     |
|     | Pestújhely-Újpalotai evangélikus templom | 1933         | pártázatos neoreneszánsz | Sándy Gyula                 | 1158 Budapest, Templom tér 10.  |
|     | Rákospalotai evangélikus nagytemplom     | 1936–1941    | modern                   | László György, Szalkay Jenő | 1152 Budapest, Régi Fóti út 73. |

### Baptista templomok
| Kép | Név                                | Építés ideje | Stílus | Tervező     | Cím, megjegyzés               |
| --- | ---------------------------------- | ------------ | ------ | ----------- | ----------------------------- |
|     | Rákospalotai baptista templom      | 1933–1937    | n. a.  | Marosi Béla | 1152 Budapest, Kinizsi u. 86. |
|     | Bárka Baptista Gyülekezet temploma | 2003         | n. a.  | n. a.       | 1158 Budapest, Adria utca 24. |

## XVI. kerület

### Római katolikus templomok
| Kép | Név                                            | Építés ideje | Stílus     | Tervező                 | Cím, megjegyzés                                             |
| --- | ---------------------------------------------- | ------------ | ---------- | ----------------------- | ----------------------------------------------------------- |
|     | Cinkotai Szent Mária Magdolna plébániatemplom  | 1747         | barokk     | n. a.                   | 1164 Budapest, Batthyány Ilona u. 21.                       |
|     | Rákosszentmihályi Szent Mihály-plébániatemplom | 1902         | neogót     | Módl Lajos              | 1161 Budapest, Templom tér 3.                               |
|     | Mátyásföldi Szent József plébániatemplom       | 1904–1905    | neogót     | Weninger Ferenc         | 1165 Budapest, Paulheim József tér 1.                       |
|     | Cinkotai temető kápolnája                      | 1924         | n. a.      | n. a.                   | A Fritsche-család építtette, de mindenki előtt nyitva állt. |
|     | Árpádföldi Szent Anna plébániatemplom          | 1925–1927    | népies (?) | Csemegi József          | 1162 Budapest Állás utca 70.                                |
|     | Sashalmi Krisztus Király plébániatemplom       | 1927–1931    | neoromán   | Kismarty-Lechner Loránd | 1163 Budapest, Sasvár u. 23.                                |
|     | Rákosszentmihályi Szent Imre-templom           | n. a.        | n. a.      | n. a.                   | 1162 Budapest, Párta u. 32-34.                              |
|     | Rákosszentmihályi Fájadalmas Szűzanya kápolna  | n. a.        | n. a.      | n. a.                   | 1161 Budapest, Csömöri út 140.                              |

### Református templomok
| Kép | Név                            | Építés ideje | Stílus       | Tervező                                     | Cím, megjegyzés                    |
| --- | ------------------------------ | ------------ | ------------ | ------------------------------------------- | ---------------------------------- |
|     | Sashalmi református templom    | 1928         | népies       | Árkay Aladár, Csaba Rezső                   | 1161 Budapest, Budapesti út 82-84. |
|     | Árpádföldi református templom  | 1935–1936    | neoromán (?) | Véber János építőmester és Szakatics Mihály | 1162 Budapest, Menyhért u. 42.     |
|     | Mátyásföldi református templom | 1937–1939    | népies       | Csaba Rezső                                 | 1165 Budapest, Baross Gábor u. 23. |

### Evangélikus templomok
| Kép | Név                                   | Építés ideje | Stílus                        | Tervező     | Cím, megjegyzés                                                   |
| --- | ------------------------------------- | ------------ | ----------------------------- | ----------- | ----------------------------------------------------------------- |
|     | Cinkotai evangélikus templom          | 11. század   | barokk (jelenlegi formájában) | n. a.       | 1164 Budapest, Rózsalevél u. 46. Mai formáját 1776-ban kapta meg. |
|     | Rákosszentmihályi evangélikus templom | 1933–1934    | pártázatos neoreneszánsz      | Sándy Gyula | 1161 Budapest, Hősök tere 10-11.                                  |
|     | Mátyásföldi evangélikus templom       | 1964         | n. a.                         | Kotsis Iván | 1165 Budapest, Prodám utca 24.                                    |

### Egyéb templomok
| Kép | Név                               | Építés ideje | Stílus | Tervező | Cím, megjegyzés                  |
| --- | --------------------------------- | ------------ | ------ | ------- | -------------------------------- |
|     | Sashalmi adventista imaház        | n. a.        | n. a.  | n. a.   | 1163 Budapest, Kócs u. 24.       |
|     | Rákosszentmihályi baptista imaház | n. a.        | modern | n. a.   | 1161 Budapest, Sándor u. 26.     |
|     | Cinkotai baptista imaház          | n. a.        | modern | n. a.   | 1164 Budapest, Georgina utca 59. |

## XVII. kerület

### Római katolikus templomok
| Kép | Név                                                                                                 | Építés ideje | Stílus        | Tervező       | Cím, megjegyzés                               |
| --- | --------------------------------------------------------------------------------------------------- | ------------ | ------------- | ------------- | --------------------------------------------- |
|     | Rákoscsabai Főplébániatemplom (Rákoscsabai Nepomuki Szent János Főplébániatemplom, Ócsabai templom) | 1740         | barokk        | nem ismert    | 1171 Budapest, Péceli út 229-231.             |
|     | Rákoskeresztúri Szent Kereszt felmagasztalása plébániatemplom                                       | 1894         | neobarokk (?) | n. a.         | 1173 Budapest, Pesti út 136.                  |
|     | Rákosligeti Magyarok Nagyasszonya-plébániatemplom                                                   | 1914–1915    | neogót        | Stanek Pál    | 1172 Budapest, Hősök tere 1.                  |
|     | Rákoshegyi Lisieux-i Szent Teréz plébániatemplom                                                    | 1934–1937    | neobarokk     | Irsy László   | 1174 Budapest, Szent István tér 1.            |
|     | Rákoscsaba-Újtelepi Árpád-házi Szent Erzsébet-plébániatemplom                                       | 1938–1939    | modern        | Fábián Gáspár | 1171 Budapest, Árpád-házi Szent Erzsébet park |
|     | Rákoskeresztúr-Madárdombi Szent Pál templom                                                         | 2000         | n. a.         | Pap Károly    | 1173 Budapest, Lázár deák u. 15-17.           |
|     | Rákoskerti Szent XXIII. János kápolna                                                               | 2016–2017    | n. a.         | n. a.         | 1171 Budapest, Zrínyi u. 269.                 |
|     | Rákosszentmihályi Szent Imre-templom                                                                | n. a.        | n. a.         | n. a.         | 1162 Budapest, Párta u. 32-34.                |

### Görögkatolikus templomok
| Kép | Név                                                       | Építés ideje | Stílus | Tervező | Cím, megjegyzés              |
| --- | --------------------------------------------------------- | ------------ | ------ | ------- | ---------------------------- |
|     | Rákoskeresztúri Istenszülő Oltalma görögkatolikus templom | 1989–1990    | n. a.  | n. a.   | 1171 Budapest, Zrínyi u. 82. |

### Református templomok
| Kép | Név                                | Építés ideje | Stílus | Tervező         | Cím, megjegyzés                 |
| --- | ---------------------------------- | ------------ | ------ | --------------- | ------------------------------- |
|     | Rákoscsabai református templom     | 1904–1905    | neogót | Strasser Albert | 1171 Budapest, Rákoscsaba u. 2. |
|     | Rákoskeresztúri református templom | 1995–2000    | népies | Cseh József     | 1173 Budapest, Pest út 31.      |
|     | Rákosligeti református templom     | n. a.        | n. a.  | n. a.           | 1172 Budapest, Ferihegyi út 21. |
|     | Rákoshegyi református templom      | n. a.        | n. a.  | n. a.           | 1174 Budapest, Szabadság u. 26. |

### Evangélikus templomok
| Kép | Név                                 | Építés ideje | Stílus                            | Tervező     | Cím, megjegyzés                |
| --- | ----------------------------------- | ------------ | --------------------------------- | ----------- | ------------------------------ |
|     | Rákosligeti evangélikus templom     | 1932         | neoromán (?)                      | Sándy Gyula | 1172 Budapest, XIX. u. 15.     |
|     | Rákoshegyi evangélikus templom      | 1938–1939    | neoromán (?)                      | Sándy Gyula | 1174 Budapest, Tessedik tér 1. |
|     | Rákoscsabai evangélikus templom     | 1939         | neoromán (?)                      | Sándy Gyula | 1171 Budapest, Péceli út 146.  |
|     | Rákoskeresztúri evangélikus templom | 1943         | neoromán-pártázatos neoreneszánsz | Sándy Gyula | 1173 Budapest, Pesti út 111.   |

### Egyéb templomok
| Kép | Név                           | Építés ideje | Stílus         | Tervező       | Cím, megjegyzés |
| --- | ----------------------------- | ------------ | -------------- | ------------- | --- |
|     | Rákoscsabai baptista imaház   | 1901         | eklektikus (?) | Kovács Sándor | 1171 Budapest, Zrínyi u. 38.                                                                                          |
|     | Rákoshegyi baptista templom   | 1920-as évek | art déco (?)   | n. a.         | 1174 Budapest, Podmaniczky Zsuzsanna u. 6. Eredetileg zsinagógának épült, 1989-ben alakították át baptista templommá. |
|     | Kereszt Úr baptista imaház    | n. a.        | n. a.          | n. a.         | 1173 Budapest, Csabai út 20.                                                                                          |
|     | Rákoscsabai adventista imaház | n. a.        | n. a.          | n. a.         | 1171 Budapest, Borsfa u. 55.                                                                                          |

## XVIII. kerület

### Római katolikus templomok
| Kép | Név                                                        | Építés ideje | Stílus              | Tervező        | Cím, megjegyzés                                                     |
| --- | ---------------------------------------------------------- | ------------ | ------------------- | -------------- | ------------------------------------------------------------------- |
|     | Pestszentlőrinci Grassalkovich-kápolna                     | 1762         | n. a.               | n. a.          | 1181 Budapest, Margó Tivadar u.                                     |
|     | Pestszentlőrinci Mária Szeplőtelen Szíve főplébániatemplom | 1923–1925    | neoklasszicista (?) | n. a.          | 1181 Budapest, Batthyány Lajos u. 87/B.                             |
|     | Pestszentlőrinc–Havannatelepi Szent László plébániatemplom | 1934–1935    | neobarokk (?)       | Fanta István   | 1181 Budapest, Kondor Béla sétány 6.                                |
|     | Pestszentlőrinc–Szemeretelepi Szent István király templom  | 1937–1938    | modern              | n. a.          | 1185 Budapest, Tátrafüred tér 15.                                   |
|     | Pestszentimrei Szent Imre-templom                          | 1927–1939    | neogót              | Bánszky Mihály | 1188 Budapest, Nemes u. 17.                                         |
|     | Pestszentlőrinci Szent Erzsébet-templom                    | 1941–1963    | n. a.               | n. a.          | 1183 Budapest, Attila u. 53.                                        |
|     | Pestszentlőrinc–Csákyligeti Szent József templom           | 1966         | n. a.               | n. a.          | 1185 Budapest, Barcika tér 7.                                       |
|     | Pestszentlőrinc–Miklóstelepi Szent József templom          | 1970 előtt   | n. a.               | n. a.          | 1183 Budapest, Ibolya u. 1. Egy lakóházat alakítottak át templommá. |
|     | Pestszentlőrinci Árpád-házi Szent Margit templom           | 1996         | n. a.               | n. a.          | 1182 Budapest, Fogaras u. 16.                                       |

### Református templomok
| Kép | Név                                                    | Építés ideje | Stílus                   | Tervező     | Cím, megjegyzés                           |
| --- | ------------------------------------------------------ | ------------ | ------------------------ | ----------- | ----------------------------------------- |
|     | Pestszentlőrinc–Kossuth téri református templom        | 1932–1941    | neoreneszánsz / art deco | Csaba Rezső | 1183 Budapest, Kossuth Lajos tér 5.       |
|     | Pestszentlőrinc–Ganzkertvárosi református templom      | 1933         | népies (?)               | n. a.       | 1185 Budapest, Marczali tér               |
|     | Pestszentimrei református templom                      | 1939         | népies                   | Gaál Lajos  | 1188 Budapest, Nemes u. 27.               |
|     | Pestszentlőrinc–Erzsébet–Bélatelepi református templom | 1942         | modern                   | n. a.       | 1183 Budapest, Felsőcsatári út 31.        |
|     | Pestszentlőrinc–Szemeretelepi református templom       | 2010–2013    | modern                   | Nagy Béla   | 1185 Budapest, Bajcsy-Zsilinszky út 39/a. |

### Evangélikus templomok
| Kép | Név                                  | Építés ideje   | Stílus                  | Tervező     | Cím, megjegyzés                     |
| --- | ------------------------------------ | -------------- | ----------------------- | ----------- | ----------------------------------- |
|     | Pestszentlőrinci evangélikus templom | 1929 vagy 1932 | modern-magyaros-gótikus | Benkő János | 1183 Budapest, Kossuth Lajos tér 3. |
|     | Pestszentimrei Luther-kápolna        | 2016–2017      | n. a.                   | n. a.       | 1188 Budapest, Nemes u. 62.         |

### Unitárius templomok
| Kép | Név                                | Építés ideje | Stílus     | Tervező    | Cím, megjegyzés                      |
| --- | ---------------------------------- | ------------ | ---------- | ---------- | ------------------------------------ |
|     | Pestszentlőrinci unitárius templom | 1935–1936    | népies (?) | Máthé Géza | 1181 Budapest, Szervét Mihály tér 1. |

### Egyéb templomok
| Kép | Név                                                       | Építés ideje | Stílus | Tervező | Cím, megjegyzés                                                                          |
| --- | --------------------------------------------------------- | ------------ | ------ | ------- | ---------------------------------------------------------------------------------------- |
|     | Pestszentlőrinci baptista imaház                          | 1977         | n. a.  | n. a.   | 1182 Budapest, Cziffra György utca 132.                                                  |
|     | Szűz Mária és Szent Mihály arkangyal kopt ortodox templom | 2011         | n. a.  | n. a.   | 1185 Budapest, Selmecbánya u. 68. Református templom volt, amelyet 2011-ben átépítettek. |
|     | Dona Nobis Pacem Ökumenikus kápolna                       | 2013         | n. a.  | n. a.   | 1185 Budapest, Ferihegy 2/B terminál. A reptéren működik.                                |
|     | Pestszentimrei baptista imaház                            | n. a.        | n. a.  | n. a.   | 1188 Budapest, Nemes u. 28.                                                              |
|     | Pestszentlőrinci adventista imaház                        | n. a.        | n. a.  | n. a.   | 1182 Budapest, Petőfi u. 22.                                                             |
|     | Pestszentlőrinci Keresztény Advent imaház                 | n. a.        | n. a.  | n. a.   | 1184 Budapest, Reviczky Gyula u. 46.                                                     |

## XIX. kerület

### Római katolikus templomok
| Kép | Név                                  | Építés ideje | Stílus   | Tervező         | Cím, megjegyzés                    |
| --- | ------------------------------------ | ------------ | -------- | --------------- | ---------------------------------- |
|     | Kispesti Nagyboldogasszony-templom   | 1903–1904    | neogót   | Hofhauser Antal | 1191 Budapest, Templom tér 21.     |
|     | Wekerlei Munkás Szent József-templom | 1926–1930    | neoromán | Heintz Béla     | 1192 Budapest, Kós Károly tér 16.  |
|     | Kispesti Jézus Szíve templom         | 1929–1939    | n. a.    | n. a.           | 1196 Budapest, Áchim András u. 78. |

### Görögkatolikus templomok
| Kép | Név                                                    | Építés ideje | Stílus | Tervező | Cím, megjegyzés                       |
| --- | ------------------------------------------------------ | ------------ | ------ | ------- | ------------------------------------- |
|     | Kispesti Aranyszájú Szent János görögkatolikus templom | 1948         | n. a.  | n. a.   | 1195 Budapest, Kossuth Lajos u. 10/A. |

### Református templomok
| Kép | Név                                      | Építés ideje | Stílus     | Tervező          | Cím, megjegyzés                                                                   |
| --- | ---------------------------------------- | ------------ | ---------- | ---------------- | --------------------------------------------------------------------------------- |
|     | Kispesti központi református templom     | 1896–1898    | neogót (?) | Majthényi Ferenc | 1196 Budapest, Templom tér 19.                                                    |
|     | Kispest-Wekerletelepi református templom | 1928         | népies     | Benedikty Sándor | 1192 Budapest, Hungária út 37.                                                    |
|     | Rózsatéri református templom             | 1947         | népies (?) | n. a.            | 1196 Budapest, Jáhn Ferenc u. 107. Az épületet 1947-ben alakították át templommá. |

### Evangélikus templomok
| Kép | Név                          | Építés ideje | Stílus                            | Tervező     | Cím, megjegyzés               |
| --- | ---------------------------- | ------------ | --------------------------------- | ----------- | ----------------------------- |
|     | Kispesti evangélikus templom | 1924–1927    | neoromán-pártázatos neoreneszánsz | Sándy Gyula | 1196 Budapest, Templom tér 1. |

### Egyéb templomok
| Kép | Név                              | Építés ideje | Stílus | Tervező | Cím, megjegyzés                   |
| --- | -------------------------------- | ------------ | ------ | ------- | --------------------------------- |
|     | Kispesti baptista imaház         | n. a.        | n. a.  | n. a.   | 1191 Budapest, Kisfaludy utca 20. |
|     | Méltóság Napja metodista templom | n. a.        | n. a.  | n. a.   | 1196 Budapest, Fő út 110.         |

## XX. kerület

### Római katolikus templomok
| Kép | Név                                                  | Építés ideje | Stílus       | Tervező         | Cím, megjegyzés                                                              |
| --- | ---------------------------------------------------- | ------------ | ------------ | --------------- | ---------------------------------------------------------------------------- |
|     | Pesterzsébeti Árpádházi Szent Erzsébet templom       | 1908–1909    | neogót       | Bánszky Mihály  | 1204 Budapest, Kossuth Lajos u. 60                                           |
|     | Pesterzsébet–Szabótelepi Jézus Szíve plébániatemplom | 1930–1935    | neogót       | Rupp Géza       | 1202 Budapest, Csoma u. 15.                                                  |
|     | Kossuthfalvai Szent Lajos plébániatemplom            | 1926–1930    | neoromán (?) | Óváry Artúr     | 1204 Budapest, Szent Lajos tér 1.                                            |
|     | Pacsirtatelepi Magyarok Nagyasszonya templom         | 1930–1936    | neogót       | Diebold Hermann | 1201 Budapest, Magyarok Nagyasszonya tér 12.                                 |
|     | Pesterzsébet-Kakastó Szent Antal kápolna             | 1944 előtt   | n. a.        | n. a.           | 1204 Budapest, Kolozsvár u. 40. 1944-ben egy szükséglakásból alakították ki. |

### Görögkatolikus templomok
| Kép | Név                                                       | Építés ideje | Stílus     | Tervező | Cím, megjegyzés |
| --- | --------------------------------------------------------- | ------------ | ---------- | ------- | --- |
|     | Pesterzsébeti Urunk Színeváltozása görögkatolikus templom | 1920-as évek | neogót (?) | n. a.   | 1201 Budapest, Vörösmarty u. 30. Eredetileg római katolikus apácák számára készült. Az 1990-es évektől görögkatolikus templom. |

### Református templomok
| Kép | Név                                                      | Építés ideje | Stílus    | Tervező                        | Cím, megjegyzés |
| --- | -------------------------------------------------------- | ------------ | --------- | ------------------------------ | --- |
|     | Pesterzsébet központi református templom                 | 1915–1923    | n. a.     | n. a.                          | 1204 Budapest, Ady Endre u. 81. 1938-ban Benkő János terveket készített a bővítésre, de ez nem valósult meg. 1992–1993-ban Hoppálné Kun Teréz tervei szerint bővítve.                        |
|     | Pesterzsébet–Szabótelepi Mártírok úti református imaház  | 1980 előtt   | n. a.     | n. a.                          | 1204 Budapest, Mátyás király tér 23. |
|     | Pesterzsébet–Szabótelepi Torockó utcai református imaház | 1985 előtt   | n. a.     | n. a.                          | 1202 Budapest, Torockó utca 20. |
|     | Pesterzsébeti református templom                         | 1939–2019    | népies    | Szeghalmy Bálint               | 1201 Budapest, Klapka tér 1. A második világháború idején az építkezés félbemaradt. 1994-ben vetették fel a befejezését, amely 2017 és 2019 között le kivitelezve az eredeti tervek alapján. |
|     | Pesterzsébeti Összetartozás-templom                      | 2019–2021    | organikus | Makovecz Imre, Dósa Papp Tamás | 1204 Budapest, Mátyás király tér 23. |

### Evangélikus templomok
| Kép | Név                               | Építés ideje | Stílus | Tervező     | Cím, megjegyzés                 |
| --- | --------------------------------- | ------------ | ------ | ----------- | ------------------------------- |
|     | Pesterzsébeti evangélikus templom | 1926         | neogót | Óváry Artúr | 1204 Budapest, Ady Endre u. 89. |

### Baptista templomok
| Kép | Név                             | Építés ideje | Stílus | Tervező | Cím, megjegyzés                      |
| --- | ------------------------------- | ------------ | ------ | ------- | ------------------------------------ |
|     | Pesterzsébeti baptista templom  | 1993–1998    | n. a.  | n. a.   | 1203 Budapest, Ady Endre utca 58.    |
|     | Pesterzsébeti adventista imaház | n. a.        | n. a.  | n. a.   | 1205 Budapest, Kossuth Lajos u. 128. |

## XXI. kerület

### Római katolikus templomok
| Kép | Név                                                     | Építés ideje | Stílus     | Tervező     | Cím, megjegyzés                     |
| --- | ------------------------------------------------------- | ------------ | ---------- | ----------- | ----------------------------------- |
|     | Csepeli Kisboldogasszony-templom                        | 1857–1862    | romantikus | n. a.       | 1211 Budapest, Templom u. 29.       |
|     | Csepeli Jézus Szíve templom                             | 1930–1933    | neobarokk  | Irsy László | 1214 Budapest, Sas utca 10.         |
|     | Csepel–Királyerdői Szűz Mária Szeplőtelen Szíve templom | 1967         | n. a.      | n. a.       | 1213 Budapest, Szent István út 216. |

### Görögkatolikus templomok
| Kép | Név                                       | Építés ideje | Stílus | Tervező | Cím, megjegyzés                 |
| --- | ----------------------------------------- | ------------ | ------ | ------- | ------------------------------- |
|     | Csepeli Szentlélek görögkatolikus templom | 2000–2001    | n. a.  | n. a.   | 1212 Budapest, Rákóczi kert 33. |

### Református templomok
| Kép | Név                                   | Építés ideje | Stílus           | Tervező           | Cím, megjegyzés                         |
| --- | ------------------------------------- | ------------ | ---------------- | ----------------- | --------------------------------------- |
|     | Csepeli központi református templom   | 1927–1928    | konstruktivizmus | ifjabb Ybl Miklós | 1211 Budapest, Károli Gáspár u. 13.     |
|     | Csepel–Királyerdői református templom | 1937         | n. a.            | n. a.             | 1213 Budapest, Szent István út 194-196. |

### Evangélikus templomok
| Kép | Név                         | Építés ideje | Stílus | Tervező       | Cím, megjegyzés            |
| --- | --------------------------- | ------------ | ------ | ------------- | -------------------------- |
|     | Csepeli evangélikus templom | 1926–1928    | n. a.  | Vojtka József | 1212 Budapest, Deák tér 1. |

### Egyéb templomok
| Kép | Név                       | Építés ideje | Stílus | Tervező | Cím, megjegyzés                     |
| --- | ------------------------- | ------------ | ------ | ------- | ----------------------------------- |
|     | Csepeli baptista imaház   | n. a.        | n. a.  | n. a.   | 1215 Budapest, Károli Gáspár u. 35. |
|     | Csepeli adventista imaház | n. a.        | n. a.  | n. a.   | 1212 Budapest, Petőfi u. 81.        |

## XXII. kerület

### Római katolikus templomok
| Kép | Név                                             | Építés ideje | Stílus   | Tervező        | Cím, megjegyzés |
| --- | ----------------------------------------------- | ------------ | -------- | -------------- | --- |
|     | Nagytétényi Nagyboldogasszony-plébániatemplom   | 1753–1754    | barokk   | n. a.          | 1225 Budapest, Nagytétényi út 286. Az épület tartalmazza a korábbi, 1333-ban épült Szent Mihály plébániatemplom tornyát és szentélyét is. |
|     | Budafoki Szent Lipót-templom                    | 1755         | barokk   | n. a.          | 1221 Budapest, Plébánia u. 2. |
|     | Budatétényi Szent Mihály kápolna                | 1780         | barokk   | n. a.          | 1223 Budapest, Kápolna u. 31. |
|     | Budatétényi Szent István-templom                | 1904–1912    | neoromán | Gerster Kálmán | 1223 Budapest, Bajcsy-Zsilinszky u. 163.                                                                                                  |
|     | Baross Gábor telepi Jézus Szíve plébániatemplom | 1933         | modern   | Irsy László    | 1224 Budapest, Dózsa György út 96. A torony 1948-ban épült Kismarthy-Lechner Jenő tervei alapján.                                         |
|     | Budafoki Jézus Szíve templom                    | 1948–1950    | n. a.    | n. a.          | 1222 Budapest, Pannónia u. 48. |
|     | Budafoki temető Král-kápolnája                  | n. a.        | n. a.    | n. a.          | 1222 Budapest, Temető u. 12. |

### Görögkatolikus templomok
| Kép | Név                                       | Építés ideje | Stílus | Tervező | Cím, megjegyzés                |
| --- | ----------------------------------------- | ------------ | ------ | ------- | ------------------------------ |
|     | Budafoki Péter-Pál görögkatolikus kápolna | 1831         | barokk | n. a.   | 1221 Budapest, Péter-Pál u. 1. |

### Református templomok
| Kép | Név                                                      | Építés ideje | Stílus       | Tervező      | Cím, megjegyzés                                              |
| --- | -------------------------------------------------------- | ------------ | ------------ | ------------ | ------------------------------------------------------------ |
|     | Magyar Feltámadás Temploma (Budafoki református templom) | 1927         | neoromán (?) | Jan Van Deck | 1221 Budapest, Demjén István u. 2.                           |
|     | Nagytétényi református templom                           | 1929         | n. a.        | n. a.        | 1225 Budapest, Angeli u. 13. Tornya csak 1956-ban épült meg. |

### Evangélikus templomok
| Kép | Név                          | Építés ideje | Stílus                            | Tervező     | Cím, megjegyzés             |
| --- | ---------------------------- | ------------ | --------------------------------- | ----------- | --------------------------- |
|     | Budafoki evangélikus templom | 1934–1935    | neoromán-pártázatos neoreneszánsz | Sándy Gyula | 1221 Budapest, Játék u. 16. |

### Baptista templomok
| Kép | Név                                                  | Építés ideje | Stílus | Tervező | Cím, megjegyzés                                                             |
| --- | ---------------------------------------------------- | ------------ | ------ | ------- | --------------------------------------------------------------------------- |
|     | Budafoki régi baptista imaház                        | n. a.        | n. a.  | n. a.   | 1221 Budapest, Gellért u. 9. Az 1980-as évekig volt használatban.           |
|     | Budafoki Gyülekezet Isten Háza                       | 1979–1982    | n. a.  | n. a.   | 1221 Budapest, Péter-Pál u. 17-19. Baptista imaház.                         |
|     | Rózsakert Baptista Közösség Rózsakert Közösségi Háza | 2007–2010    | n. a.  | n. a.   | 1223 Budapest, Dézsmaház u. 33. Emeleten templom és részben Pillangó óvoda. |

## XXIII. kerület

### Római katolikus templomok
| Kép | Név                                 | Építés ideje | Stílus | Tervező      | Cím, megjegyzés                     |
| --- | ----------------------------------- | ------------ | ------ | ------------ | ----------------------------------- |
|     | Soroksári Nagyboldogasszony-templom | 1758–1761    | barokk | n. a.        | 1238 Budapest, Hősök tere 9.        |
|     | Soroksári Segítő Mária kápolna      | 1879–1880    | barokk | n. a.        | 1238 Budapest, Helsinki út.         |
|     | Budapesti Fatimai Szűzanya templom  | 2000–2002    | n. a.  | Marosi Gábor | 1237 Budapest, Szent László u. 149. |

### Református templomok
| Kép | Név                          | Építés ideje | Stílus | Tervező | Cím, megjegyzés               |
| --- | ---------------------------- | ------------ | ------ | ------- | ----------------------------- |
|     | Soroksári református templom | 1948–1950    | n. a.  | n. a.   | 1238 Budapest, Hősök tere 11. |

### Evangélikus templomok
| Kép | Név                          | Építés ideje | Stílus | Tervező | Cím, megjegyzés                                                          |
| --- | ---------------------------- | ------------ | ------ | ------- | ------------------------------------------------------------------------ |
|     | Soroksári evangélikus imaház | 2017 előtt   | n. a.  | n. a.   | 1239 Budapest, Hősök tere 42. Egy családi házat alakítottak át imaházzá. |

## Már nem létező templomok
- Budapest elpusztult nevezetes épületeinek listája

### ABudapesti Városvédő Egyesület Templomtörténeti sorozata
- Kiadja a Budapesti Városvédő Egyesület. 2021-ig megjelent kötetek:
  - Budapest templomai: I. kerület. 2012.
  - Budapest templomai: III. kerület. 2002. (ezt még az Óbudai Múzeum adta ki)
  - Budapest templomai: Újpest, IV. kerület. 2015.
  - Budapest templomai: V. kerület. 2003.
  - Budapest templomai: Terézváros, VI. kerület. 2016.
  - Budapest templomai: Erzsébetváros, VII. kerület. 2014.
  - Budapest templomai: Józsefváros, VIII. kerület. 2009.
  - Budapest templomai: Ferencváros, IX. kerület. 2009.
  - Budapest templomai: Kőbánya, X. kerület. 2010.
  - Budapest templomai: XI. kerület. 2014.
  - Budapest templomai: XII. kerület. 2005.
  - Budapest templomai: Angyalföld, XIII. kerület. 2017.
  - Budapest templomai: XVI. kerület. 2009.
  - Budapest templomai: Rákosmente, XVII. kerület. 2009.
  - Budapest templomai: XVIII. kerület: Pestszentlőrinc, Pestszentimre. 2012.
  - Budapest templomai: Kispest, XIX. kerület. 2016.
  - Budapest templomai: Pesterzsébet, XX. kerület. 2008.
- http://nagyvofely.hu/templomok